# 2012년 조선민주주의인민공화국 홍수

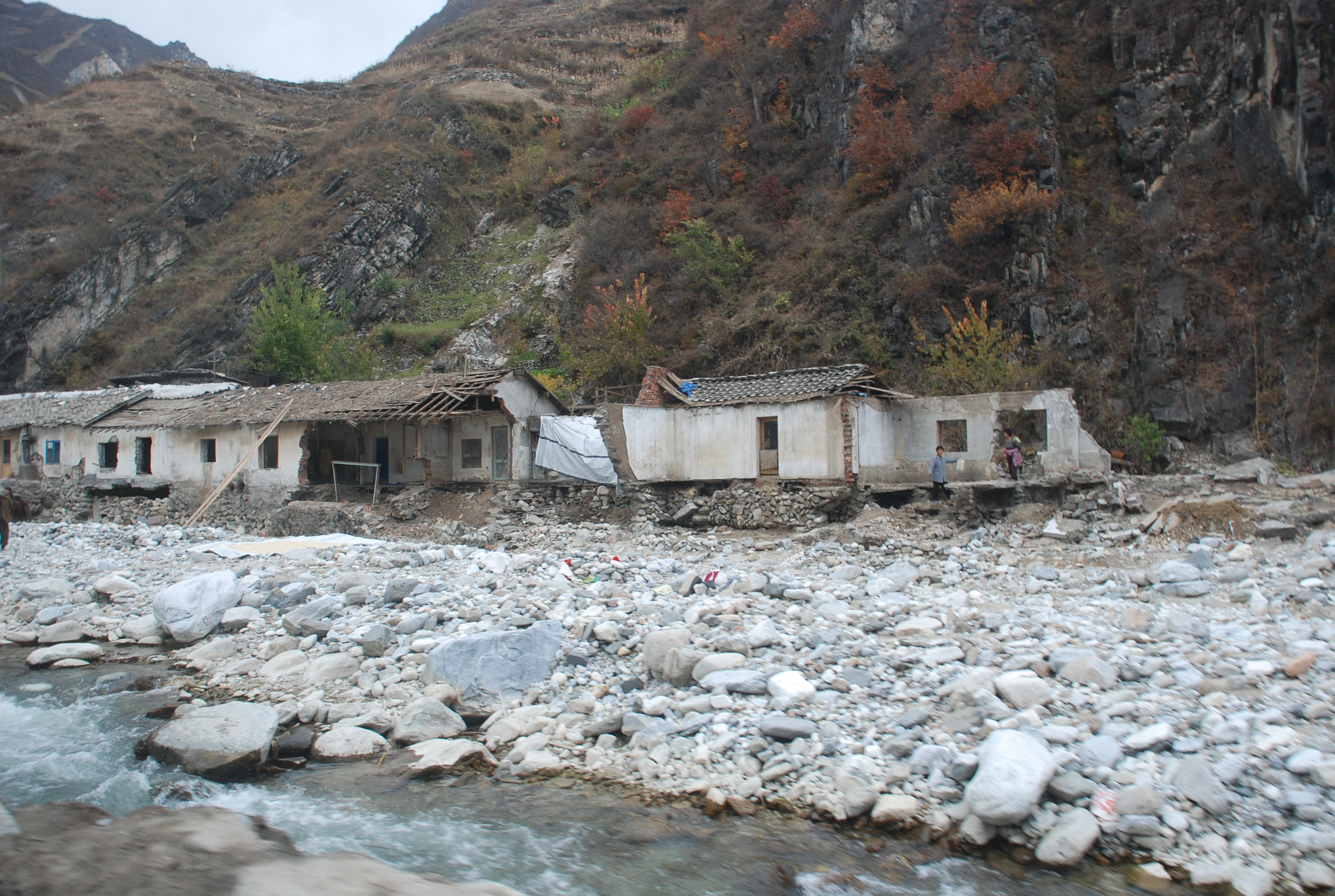
Houses in South Hamgyong Province damaged by floods in July 2012

2012년 조선민주주의인민공화국 홍수는 태풍 카눈에 의해 조선민주주의인민공화국에서 발생한 홍수로, 2012년 7월 중순에 발생하여 피해를 입혔다. 169명이 사망하고, 400여명이 실종되었으며, 100명 이상의 사람들이 다친 것으로 알려져 있다.

## 같이 보기
- 2006년 북한 홍수
- 2007년 북한 홍수
- 2018년 북한 홍수